# Wapen von Hamburg (Schiff, 1740)
Die Wapen von Hamburg aus dem Jahr 1740 war eine Fregatte, die unter hamburgischer Flagge segelte und die Bezeichnung Konvoischiff hatte. Sie wurde von der Hamburgischen Admiralität und der Hamburgischen Kaufmannschaft in Auftrag gegeben und hatte die Aufgabe, Schiffskonvois zu Hamburgs Übersee-Handelspartnern zu begleiten und vor feindlichen Angriffen oder Überfällen von Korsaren zu beschützen. Mit diesem Schiff wurde das Ende der Hamburger Konvoischifffahrt beschritten.

## Geschichtlicher Hintergrund

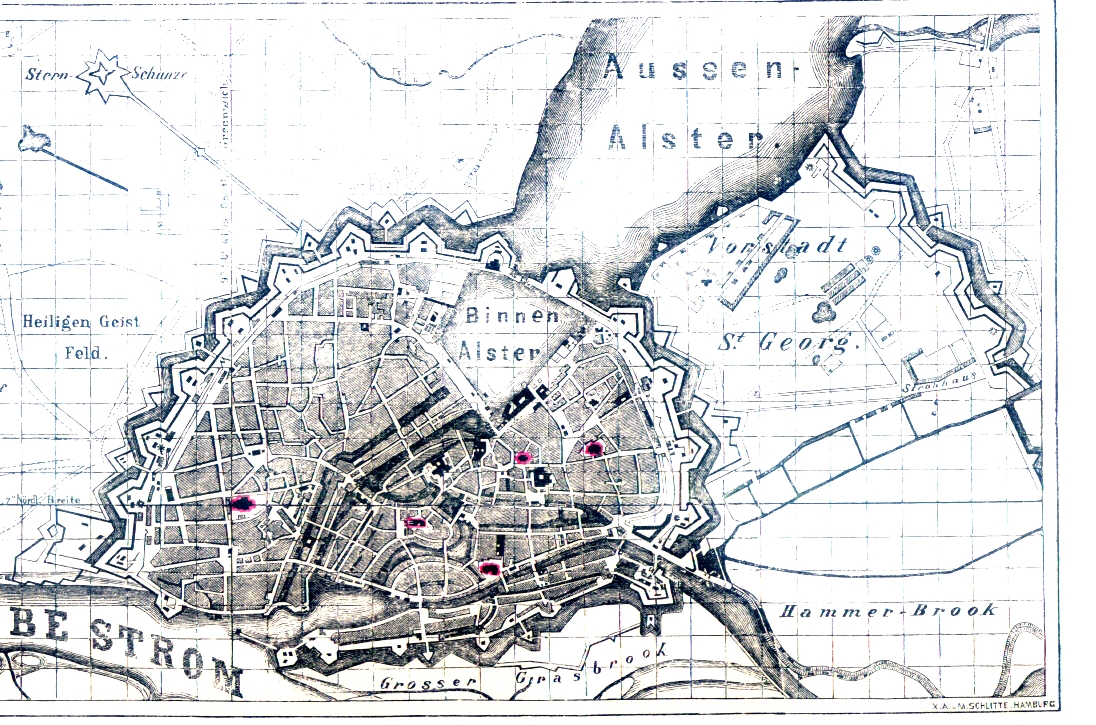
Hamburg um 1750

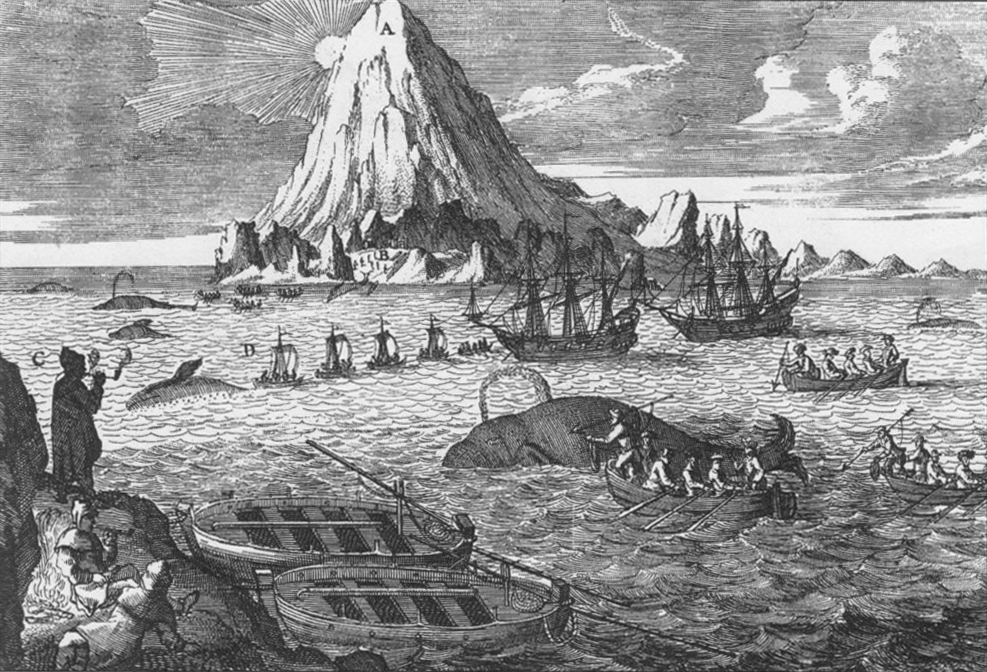
Arktischer Walfang im 18. Jahrhundert

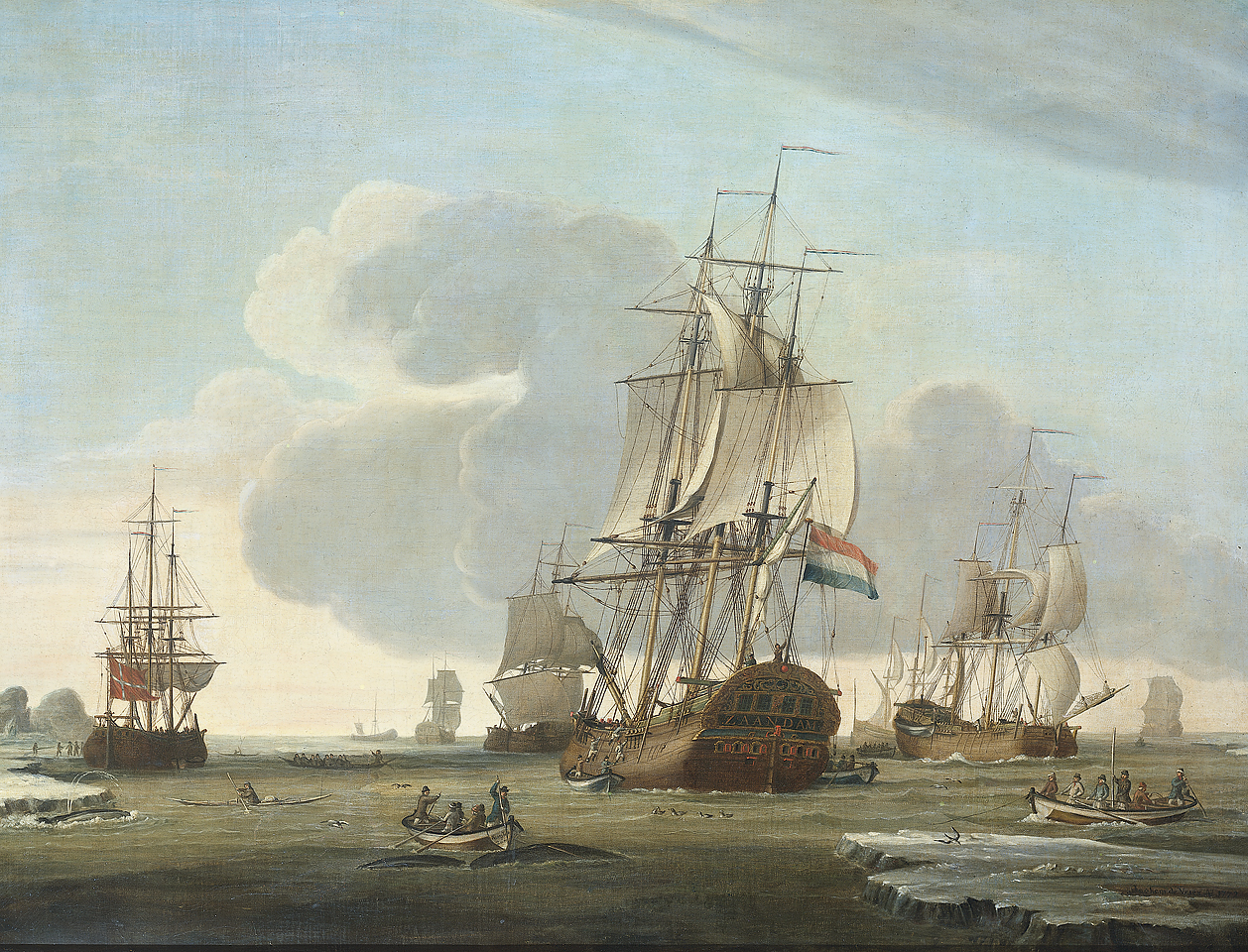
Walfischfang vor Grönland im 18. Jahrhundert

Hamburg gewann nach dem Machtverfall der Hanse im 16. Jahrhundert zunehmend an wirtschaftlicher Bedeutung. Durch Zuwanderung und damit verbundenem Zugewinn an Handelspartnern wuchs die Freie Reichsstadt Hamburg Mitte des 17. Jahrhunderts neben London und Amsterdam zu einem der wichtigsten städtischen Handelszentren, heute durchaus vergleichbar mit einer Global City, heran, deren Handelsbeziehungen sich von Grönland bis ins Mittel- und Weiße Meer erstreckten. Wichtigste Anlaufpunkte waren dabei die Iberische Halbinsel, England, das nördliche Eismeer (mit Bezug zum Walfang) sowie Archangelsk. Die Ausweitung der Handelsbereiche wie auch die gewaltsame Weitung des Einflussbereiches des Christentums insbesondere im Mittelmeerraum führten zwangsläufig zu Konfrontationen, die schließlich auch Überfälle durch muslimische Korsaren nach sich zogen.
Diese operierten mit ihren Schiffen von den Barbareskenstaaten aus und setzten den schwerfälligen und oftmals nahezu wehrlosen Händlerkonvois, bestehend in der Regel aus 20 bis 50 Händlerschiffen, schwer zu. Die Schiffe wurden als Prisen genommen, die Ladungen beschlagnahmt und die Schiffsbesatzungen oftmals versklavt oder bis zur Zahlung eines Lösegeldes unter schlimmsten Bedingungen festgesetzt. Zum Rückkauf der eigenen in Gefangenschaft geratenen Kapitäne und Steuerleute riefen Schiffer und Steuerleute die „Casse der Stücke von Achten“ ins Leben, eine Lösegeldversicherung, die als Basis für Lösegeldzahlungen diente. Damit auch diejenigen zurückgekauft werden konnten, die sich Beiträge in diese Versicherung nicht leisten konnten, wurde 1623 die Sklavenkasse gegründet, die sich aus Pflichtbeiträgen von Reedern und Schiffsmannschaften sowie Zuschüssen aus staatlichen Organisationen und der Admiralitätssteuer zusammensetzte. Da die Gelder aber nicht ausreichten, wurden auch in den Kirchen Sammelbecken aufgestellt und zudem Haussammlungen organisiert.
Im Verlauf des 17. Jahrhunderts weiteten die Korsaren ihren Operationsradius schließlich sogar vom Mittelmeer über Gibraltar und den Ärmelkanal hinaus bis zur Elbmündung aus. Als Folge geriet die Versorgung Hamburgs vom Seewege aus teilweise ins Stocken, so dass es phasenweise in der Stadt sogar zu Warenengpässen kam.
Zudem wurden auch vermehrt christliche kriegsführende Nationen zum wirtschaftlichen Problem für Hamburg.
So entsandte Frankreich von Dünkirchen aus vermehrt Kaperschiffe, um die hamburgischen und niederländischen Grönlandfahrer, die Waren aus dem Wal- und Robbenfang transportierten und in Hamburg verarbeiteten, abzufangen. Auch andere Betroffene wie die Nationen Niederlande, England, Frankreich, Norwegen, Dänemark, aber auch die Hansestadt Bremen und Brandenburg-Preußen hatten auf ihren Handelsrouten mit Piraterieproblemen zu kämpfen und gewährten als Gegenmaßnahme ihren Händlern Geleitschutz durch eine Begleitung der Händlerkonvois mit Fregatten bzw. Kriegsschiffen.
Hamburgs Machthaber wollten sich ihre wichtige Stellung im internationalen Handelsgeschehen möglichst nachhaltig sichern und entschlossen sich somit, ebenfalls ihre Händlerkonvois zu beschützen und einen Geleitschutz durch die sogenannten Konvoischiffe („Convoyer“) zu organisieren. 1623 wurde zudem eigens die Hamburgische Admiralität gegründet, die sich für den Bau, Ausrüstung und Unterhalt dieser Schiffe verantwortlich zeichnete. 1665 wurde von Kaufleuten und Schiffern schließlich die Commerzdeputation gegründet, deren Aufgabe darin bestand, die Bedürfnisse der Händler nach mehr Sicherheit auf den Handelswegen zu verfolgen und entsprechende Unterstützung zu organisieren. Tatsächlich dauerte es über 40 Jahre bis nach Gründung der Admiralität, bis der Bau der ersten Schiffe beschlossen und auch durchgeführt wurde. Hauptgrund hierfür war Uneinigkeit in der Finanzierung der Schiffe sowie deren Unterhalt. Im Laufe der Zeit, nicht zuletzt beeinflusst durch stets neue Gefangennahmen Hamburger Händlerschiffsbesatzungen durch Korsaren und damit verbundenen immensen wirtschaftlichen Einbußen einzelner Händler, sahen sich die Verantwortlichen schließlich gezwungen, einen finanziellen Konsens zu finden und den Bau zu vollziehen, um derartige Überfälle zukünftig zu verhindern.
Da Hamburg im 17. und 18. Jahrhundert stets bemüht war, sich und seine Einwohner aus für den Handel schädlichen kriegerischen Konflikten herauszuhalten und eine möglichst neutrale Position gegenüber Konfliktparteien zu beziehen, wurde ausdrücklich die Bezeichnung „Kriegsschiff“ vermieden. Stattdessen wurde offiziell die Bezeichnung „Konvoischiff“ bzw. „Stadtkonvoischiff“ verwendet, die einen eher passiven und auf Verteidigung denn auf Angriff ausgelegten Schiffstyp bezeichnen sollte. Faktisch kann man diese Schiffe jedoch durchaus als Kriegsschiffe bezeichnen, da sie schwerpunktmäßig zur Waffenführung konstruiert wurden. Bezüglich der Feuerkraft konnten sie jedoch mit den Kriegsschiffen der Seemächte nicht mithalten.
Bei den Konvoischiffen handelte es sich somit um Fregatten, die von 1669 bis 1747 die hamburgische Konvoischifffahrt beschützten und den Handel von und nach Hamburg sicherstellten und somit Hamburgs Stellung als Handelsmetropole nachhaltig sicherten.

## Aufbau
Da die Hamburgische Admiralität sich erst nach der Wapen von Hamburg (IV) erheblich kleinere Schiffe zu Repräsentationszwecken anschaffte, wird davon ausgegangen, dass die Wapen von Hamburg (IV) wie die Vorgängerschiffe ein Zweidecker war.
Das Schiff war ein Rahsegler mit drei Masten (Besanmast, Hauptmast und Fockmast). Lediglich am Besanmast befand sich auf der untersten Position (Unterbesansegel) ein Lateinersegel. Zudem konnte am Bugspriet noch die Blinde gesetzt werden. Am Bugspriet befand sich eine Mars, auf der ein Bugsprietmast installiert war, an dem noch die Oberblinde (Bouvenblinde) gesetzt werden konnte.
Bei der Konstruktion des Schiffes musste darauf geachtet werden, dass es keinen übermäßigen Tiefgang hat, da es sonst die Untiefen der Elbe, insbesondere den Altonaer Sand, nicht ungefährdet passieren konnte.
Die Wapen von Hamburg (IV) schloss im Heckbereich mit einem glatten Heckspiegel ab.
Als zentraler Blickfang und repräsentatives Schnitzwerk am Heckspiegel wurde das Große Staatswappen von Hamburg, ein Abbild der Burg in Schildform – gehalten von zwei Löwen – installiert. Traditionell schloss das Erscheinungsbild des Heckspiegels oberhalb des oberen Frieses mit drei große Hecklaternen ab.
Der Schiffskörper war in der Kraweelbauweise einschließlich des Schanzkleides beplankt, die im Gegensatz zur Klinkerbauweise durch eine verhältnismäßig ebene Oberfläche gekennzeichnet war.
Die Wapen von Hamburg (IV) war mit ca. 50 Kanonen ausgestattet, wobei die schwereren Kaliber auf dem unteren Waffendeck positioniert waren. Das Schiff besaß mehr Stückpforten als Geschütze, so dass man die Bewaffnung sowie eine mögliche Zuladung flexibler handhaben konnte. Diese Kanonen waren damals noch mit einer Balje versehen, einem Wassergefäss, das der Bedienmannschaft dazu diente, die Rohre von innen und außen mit entsprechenden Wischern und Stopfern zu kühlen.
Die Kanonen stammten in der Regel aus niederländischem oder schwedischem Import.

## Geschichte
Die Wapen von Hamburg (IV) aus dem Jahr 1740 ist das vierte und gleichzeitig letzte Konvoischiff mit diesem Namen. Zudem ist es das letzte Schiff, das in Hamburg Konvoidienst versah.
Zwischen 1729 und 1745 hatte die Hamburgische Admiralität jegliche Konvoifahrt eingestellt. 1739, nachdem zwischen Spanien und England Krieg ausbrach, wurde die Konvoischifffahrt in Hamburg wieder diskutiert und schließlich auch wieder aktiviert, indem ein neues Schiff in Auftrag gegeben wurde. Am 25. Oktober 1740 wurde schließlich die Wapen von Hamburg (IV) in der Werft am Grasbrook in Hamburg vom Stapel gelassen, die vom Hamburger Schiffsbaumeister Michael Iven (* 1686 – † 1773) gebaut wurde.
Dieser ersetzte den etablierten Schiffbaumeister Mencke, der die Vorgängerin Wapen von Hamburg (III) erbaut hatte und der bei seinen Auftraggebern wegen Nichteinhaltung von Bauauflagen bei dem Vorgängerschiff in Ungnade gefallen und großer Kritik ausgesetzt war.

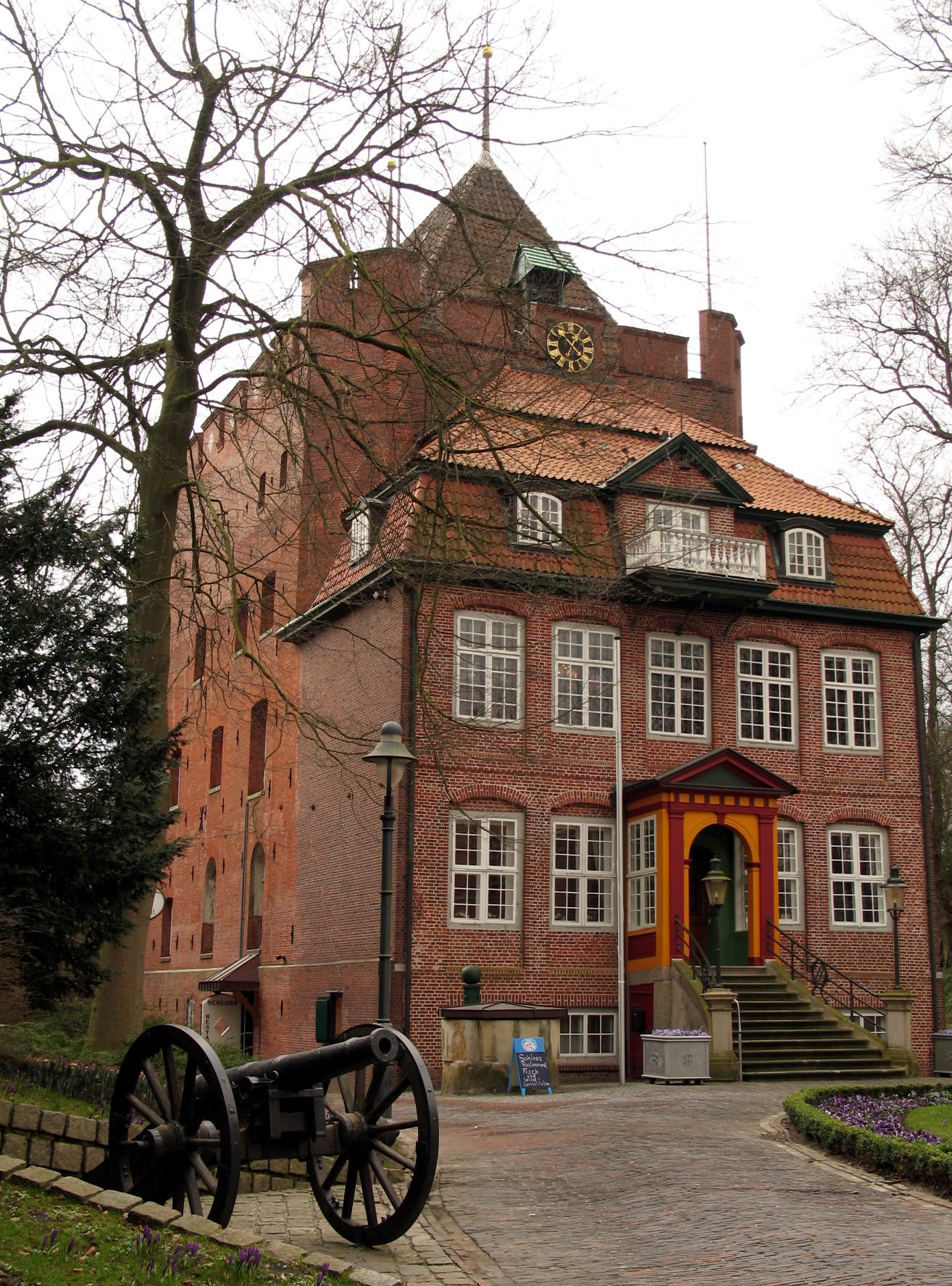
Das Amt Ritzebüttel in Cuxhaven – eine hamburgische Exklave

1741 erfolgte die Ausstattung mit Kanonen, allerdings wurde das neue Schiff zunächst zweckentfremdet und im Hamburger Hafen als Wachschiff zum wasserseitigen Schutz der Stadt vertäut, statt auf Konvoifahrt zu gehen.
Da das wenig salzhaltige Elbwasser recht schnell schlechten Einfluss auf das Unterwasserschiff hatte, musste die Wapen von Hamburg (IV) im Jahr 1743 an die Elbmündung verlegt werden. Das hamburgische Amt Ritzebüttel mit seinen Ländereien im heutigen Cuxhaven war zu diesem Zeitpunkt ein von einem hamburgischen Amtmann – meist einem Senator – geleiteter hamburgischer Amtssitz und Stützpunkt gegen die Piraterie und bot zudem einen Schutzhafen, wo das Schiff vertäut werden konnte. Da man der Auffassung war, dass das salzhaltigere Wasser der Nordsee vor Ritzebüttel den Schiffsrumpf konservieren könnte, verblieb das Schiff zunächst in dieser hamburgischen Exklave.
Am 2. September 1746 wurde die Wapen von Hamburg (IV) auf die erste und zugleich letzte Konvoifahrt in Richtung Spanien bzw. Mittelmeer beordert.
Kapitän des Schiffes war zu diesem Zeitpunkt Joachim Wilhelm Brockes.
Wie sich herausstellte, war das Schiff jedoch recht träge und somit kaum geeignet, die wendigen und schnellen Schiffe der Piraten aufzubringen oder zu bekämpfen, so dass sich die Funktion des Schiffes eigentlich nur auf militärische Abschreckung beschränkte.
Am 28. August 1747 erreichte die Wapen von Hamburg (IV) wieder heimatliche Gewässer und segelte elbaufwärts. In Hamburg angekommen, wurde sie erneut vertäut und sollte hier das Ende der Stadtkonvoifahrt einläuten. Statt weiterhin Konvois zu schützen, konnte sie im Hafen lediglich als Wachschiff und hamburgische Sehenswürdigkeit weiterhin gehalten werden. Sie durfte von Gästen der Stadt besucht werden, zudem wurden auf ihr auch einige Gottesdienste abgehalten.

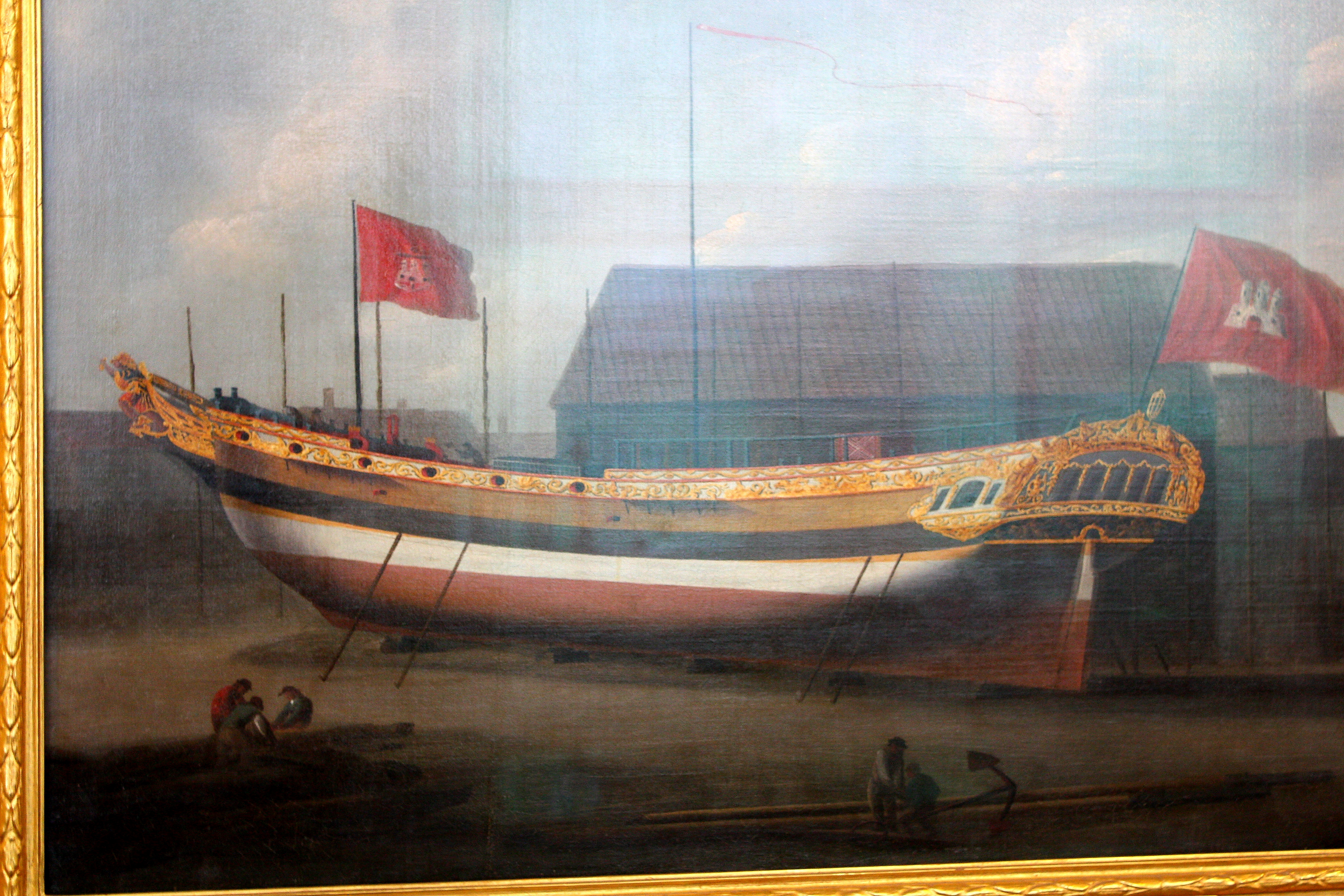
Die in England für Hamburg gebaute Staatsjacht mit 12 Salutkanonen, die zusammen mit einigen anderen Jachten die Wapen von Hamburg (IV) als Staatsschiff ablöste

Nach fast 30 Jahren als Wachschiff fand 1774 eine Begutachtung durch den Kampagnemeister statt. Dieser stellte einen gefährlich schlechten Zustand des Rumpfes fest, so dass nicht einmal mehr Gottesdienste auf ihr abgehalten werden durften. Offenbar war die Holzstruktur fortschreitend so weit zersetzt, dass diese fast nur noch schwammähnliche Festigkeit aufwies, wie ein Sachverständiger der Kämmerei damals feststellte.
1777 war der Zustand bereits so schlecht, dass das Schiff nicht einmal mehr am Anlieger liegen konnte, ohne umliegende Schiffe zu gefährden, so dass der Schiffsrumpf am 19. November 1777 zum Verkauf freigegeben wurde.
Im Rahmen einer öffentlichen Versteigerung erbrachte das Schiff dann trotz des schlechten Zustandes noch 3450 Mark.
Mit der Veräußerung der Wapen von Hamburg (IV) entschloss sich die Hamburgische Admiralität, keine weiteren Konvoischiffe in Auftrag zu geben; der Kosten-Nutzen Faktor stand außer Verhältnis, da es kaum noch Konvois zu beschützen gab.
Hinzu kam, dass Hamburg mit Frankreich Handelsverträge abschloss und französische Korsarenangriffe somit ausblieben. Stattdessen übernahmen französische Kriegsschiffe vor den eigenen Küsten die Sicherung des Handels gegen die Korsaren. Des Weiteren wurden auch mit den Algeriern Friedenstraktate geschlossen, die zu einer Tolerierung des Handels führten.
Statt eines neuen Konvoischiffes mit voller Bewaffnung wurden mehrere kleinere Schiffe angeschafft, die als „Staatsjachten“ lediglich überwiegend repräsentative Zwecke erfüllten.